# Marskin ryyppy

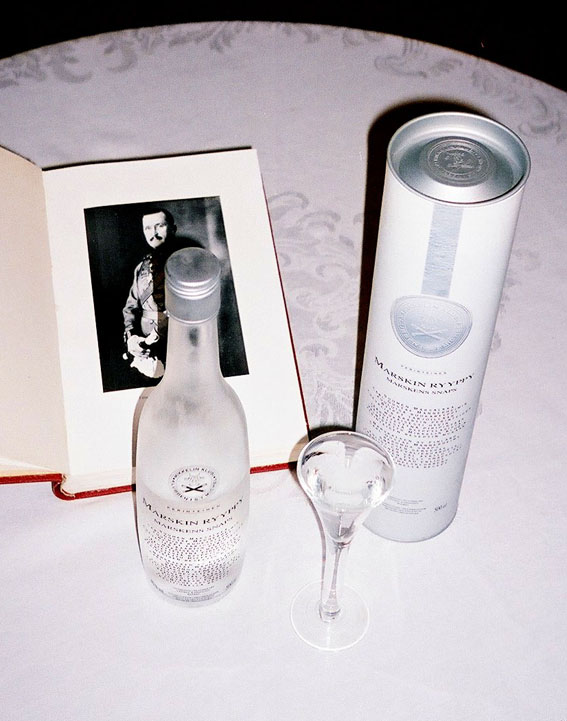
Une bouteille de marskin ryyppy.

Le marskin ryyppy (littéralement « la boisson du maréchal ») est une boisson alcoolisée finlandaise.
Elle est nommée d'après Carl Gustaf Emil Mannerheim, un maréchal finlandais.